# 리안 탄
리안 탄(프랑스어: Lianne Tan, 중국어 간체자: 谭莲妮, 정체자: 譚蓮妮, 병음: Tán Liánnī 탄롄니[*], 1990년 11월 20일 ~ )는 벨기에 태생의 중국계 여자 배드민턴 선수이다.

## 사생활
리안 탄의 오빠인 유한 탄도 배드민턴 선수이다.